# Arthur Abele

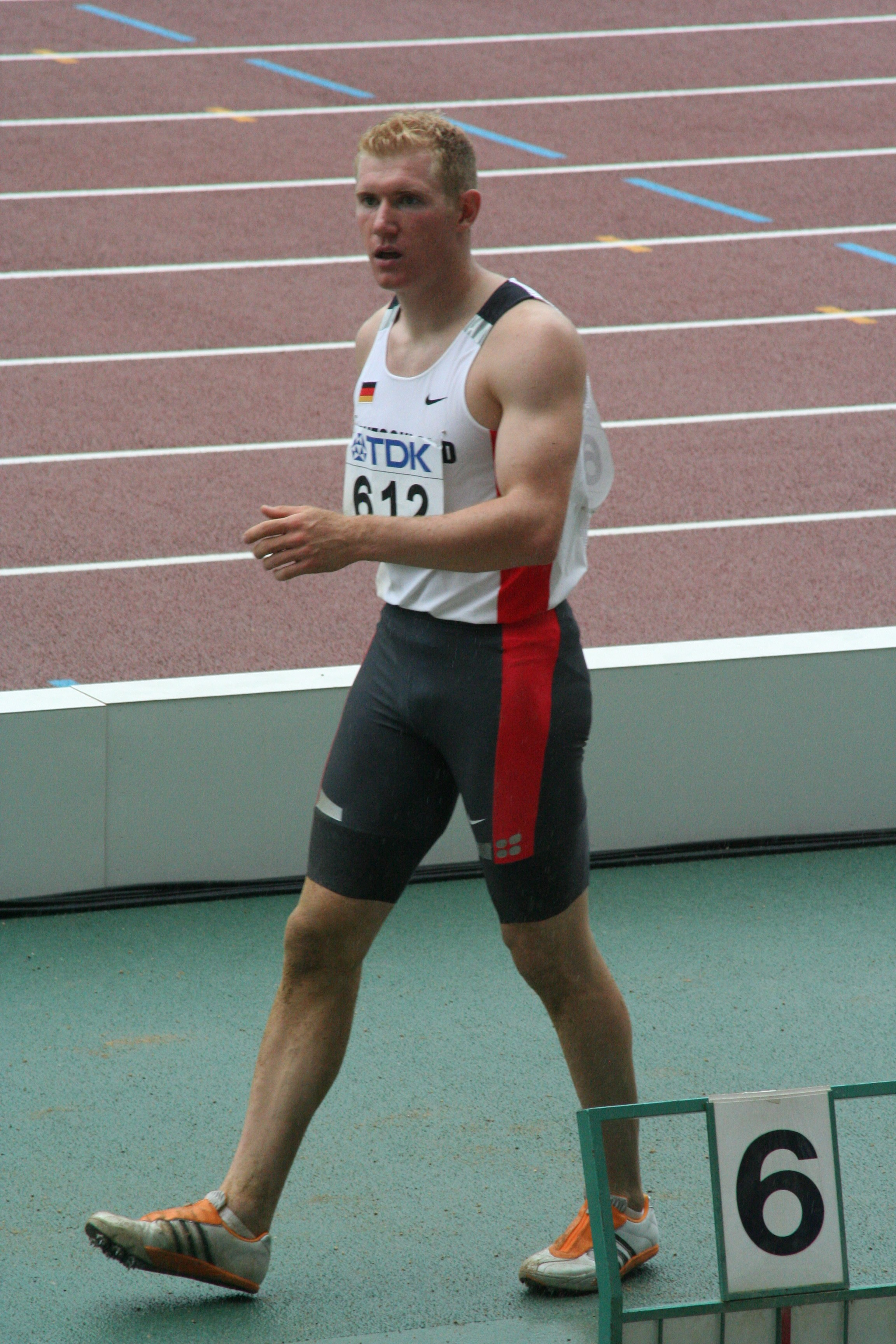
Arthur Abele op het WK 2007 in Osaka.

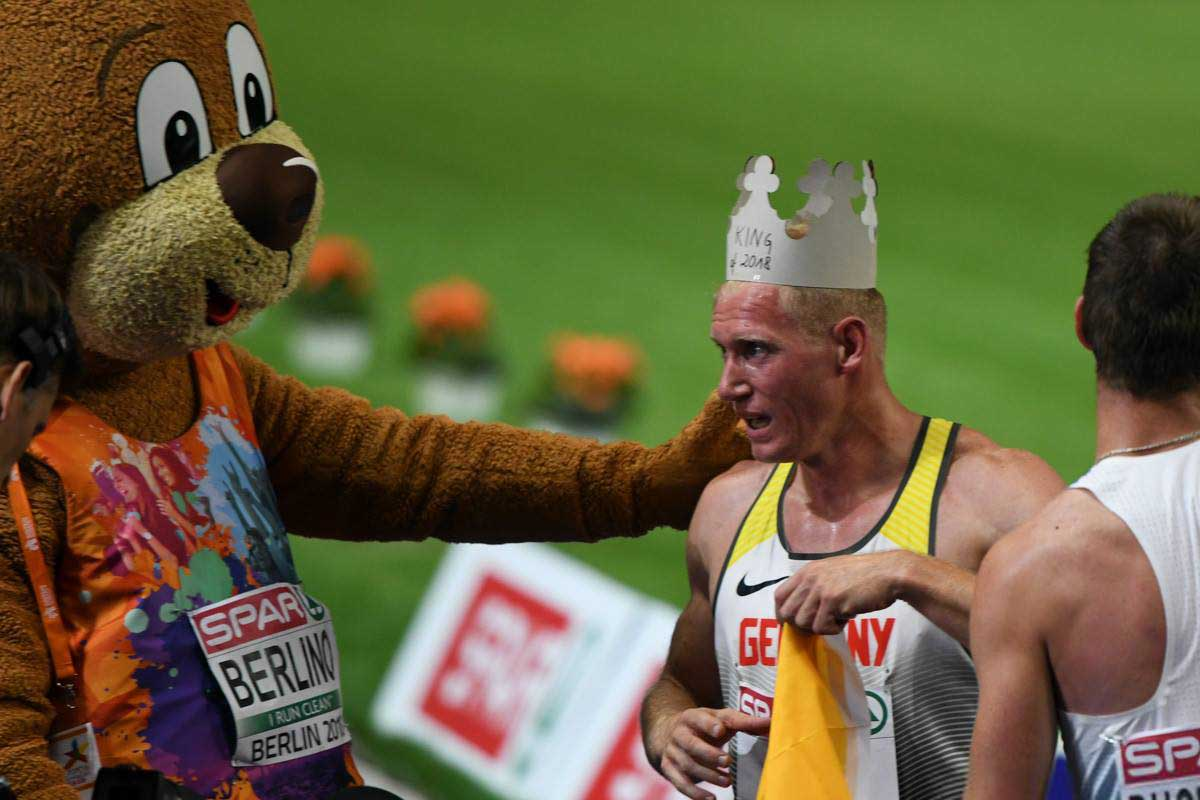
Een geëmotioneerde Arthur Abele is dolblij met zijn overwinning op de EK van 2018 in Berlijn.

Arthur Abele (Mutlangen, 30 juli 1986) is een Duits atleet die is gespecialiseerd in de tienkamp. Zijn sterkste onderdelen zijn het speerwerpen en discuswerpen, zijn zwakste het hoogspringen. Hij nam tweemaal deel aan de Olympische Spelen, maar won hierbij geen medailles. In 2018 werd hij Europees kampioen op de tienkamp.

## Loopbaan

### Eerste successen
Abele kwam voor het eerst voor Duitsland op internationale wedstrijden uit in 2004. Een jaar later boekte hij zijn eerste internationale succes op de EK onder 20 jaar (U20) in het Litouwse Kaunas. Met 7634 punten veroverde hij het zilver achter de Wit-Rus Andrej Krawtsjanka (goud) en voor de Fin Mauri Kaattari (brons).
In 2006 kwam hij, nog geen twintig jaar oud, voor het eerst boven de 8000 punten grens uit. Op 28 mei kwam hij bij een wedstrijd in Filderstadt tot een totaalscore van 8012 punten.

### Deelname aan WK en olympisch debuut
Abele won op 17 juni 2007 de prestigieuze meerkamp in Ratingen met 8269 punten, nadat hij twee maanden eerder nog te kampen had gehad met een bloedvergiftiging. Hij kwalificeerde zich hiermee voor de wereldkampioenschappen in Osaka, waar hij in de finale met 8243 punten een negende plaats behaalde. Een jaar later maakte hij zijn olympisch debuut op de Olympische Spelen in Peking, waar hij echter na het vierde onderdeel, het hoogspringen, moest opgeven wegens een blessure.

### Blessureleed
Het was het begin van een jarenlange periode vol blessureleed. Telkens als Abele dacht hersteld te zijn van een opgelopen kwetsuur en zich weer aan enkele atletiekonderdelen waagde, werd hij door nieuwe blessures steeds weer achteruit geworpen. Vijf jaar lang slaagde hij er zodoende niet in om ook maar één tienkamp tot een goed einde te brengen. Een scala aan blessures kwam in die periode voorbij: problemen aan de heup en de knie, een hernia, scheuren in gewrichtskapsels en stressfracturen, blessures die stuk voor stuk een lange hersteltijd vergden. Pas in 2013 slaagde hij er eindelijk in om weer een tienkamp te voltooien; in juni kwam hij tot een puntentotaal van 8151. Bij de Duitse kampioenschappen verhoogde hij die score daarna met 100 punten tot 8251 en veroverde hij zijn eerste en tot nu toe enige nationale titel veroverde.
Vervolgens werd hij in 2014 op de Europese kampioenschappen in Zürich vijfde met 8477 punten, één punt minder dan de als vierde eindigende Nederlander Eelco Sintnicolaas.

### Beste wereldjaarprestatie en OS 2016
In 2015 volgde nieuwe tegenslag. In de aanloop naar het zomerseizoen scheurde Abele een achillespees. Het herstel nam acht maanden in beslag, waarna hij in de hierop volgende zes maanden zijn conditie testte op verschillende atletiekonderdelen. Uiteindelijk, in juni 2016, maakte hij zijn comeback op de tienkamp door de prestigieuze, internationale Mehrkampf-Meeting in Ratingen te winnen, negen jaar na zijn eerdere zege in deze wedstrijd. Met zijn winnende 8605 punten leverde hij de beste wereldjaarprestatie van dat moment. Het maakte hem direct tot een van de kandidaten voor een medaille op de Olympische Spelen van 2016, maar die status kon de Duitser niet waarmaken. In Rio de Janeiro kwam hij met 8013 punten niet verder dan een vijftiende plaats.

### Europees kampioen na blessurejaar
De in 2015 gescheurde achillespees bleef intussen herhaaldelijk problemen veroorzaken. Hierdoor viel ook het jaar 2017 in het water. Tot overmaat van ramp werd Abele in december van dat jaar op een ochtend wakker met een plotseling ontstane eenzijdige gezichtsverlamming, waardoor hij in de periode van januari tot maart 2018 niet mocht trainen. Hij herstelde echter van deze nieuwe tegenslag en toen hij in juni opnieuw aantrad voor de Mehrkamp-Meeting in Ratingen, bewees de Duitser zijn oude vorm weer te hebben teruggekregen: met 8481 punten behaalde hij er zijn derde zege sinds 2007.
Het bleek de opmaat voor veruit de grootste triomf uit zijn carrière. Bij de EK van 2018 in Berlijn groeide Abele uit tot grote kanshebber op de gouden medaille, nadat de gedoodverfde favoriet voor de titel, de Fransman Kévin Mayer, zich bij het verspringen had vergaloppeerd met drie foutsprongen en dus een nulscore. Met name door overwinningen op de 110 m horden en bij het speerwerpen trad Abele op de tweede dag steeds nadrukkelijker naar voren als titelkandidaat en die rol maakte hij waar. Met een eindscore van 8431 punten veroverde een zielsgelukkige Abele op 32-jarige leeftijd het goud, met een voorsprong van 110 punten op de Rus Ilja Sjkoerenjov (zilver met 8321 p); de Wit-Rus Vitali Zjoek veroverde het brons met 8290 p.

### Club
Abele is aangesloten bij de atletiekvereniging SSV Ulm 1846.

## Titels
- Europees kampioen tienkamp - 2018
- Duits kampioen tienkamp - 2013

## Persoonlijke records
Outdoor
| Onderdeel            | Prestatie | Datum            | Plaats   |
| -------------------- | --------- | ---------------- | -------- |
| 100 m                | 10,67 s   | 28 juni 2014     | Ratingen |
| 200 m                | 22,41 s   | 11 mei 2014      | Neuwied  |
| 400 m                | 47,98 s   | 21 juni 2008     | Ratingen |
| 1.500 m              | 4.15,35   | 22 juni 2008     | Ratingen |
| 110 m horden         | 13,55 s   | 13 augustus 2014 | Zurich   |
| 400 m horden         | 51,71 s   | 3 juli 2004      | Jena     |
| hoogspringen         | 2,04 m    | 16 juni 2007     | Ratingen |
| polsstokhoogspringen | 5,01 m    | 27 juli 2014     | Marburg  |
| verspringen          | 7,57 m    | 28 mei 2016      | Götzis   |
| kogelstoten          | 15,93 m   | 16 juni 2018     | Ratingen |
| discuswerpen         | 46,20 m   | 26 juni 2016     | Ratingen |
| speerwerpen (800g)   | 71,89 m   | 16 juni 2016     | Ratingen |
| tienkamp             | 8605 p    | 26 juni 2016     | Ratingen |

Indoor
| Onderdeel            | Prestatie | Datum            | Plaats       |
| -------------------- | --------- | ---------------- | ------------ |
| 60 m                 | 6,80 s    | 19 januari 2008  | Baton Rouge  |
| 1000 m               | 2.35,64   | 8 maart 2015     | Praag        |
| 60 m horden          | 7,67 s    | 8 maart 2015     | Praag        |
| hoogspringen         | 1,94 m    | 21 januari 2012  | Sindelfingen |
| polsstokhoogspringen | 4,90 m    | 8 maart 2015     | Praag        |
| verspringen          | 7,56 m    | 7 maart 2015     | Praag        |
| kogelstoten          | 15,71 m   | 19 december 2015 | Ulm          |
| zevenkamp            | 6279 p    | 8 maart 2015     | Praag        |

## Prestaties

### zevenkamp
- 2015:  EK indoor - 6279 p

### tienkamp
- 2004: 7e WK U20 - 7224 p
- 2005:  EK U20 - 7634 p
- 2007:  Mehrkampf-Meeting Ratingen - 8269 p
- 2007: 9e WK - 8243 p
- 2008: 7e Hypomeeting - 8220 p
- 2008: DNF OS
- 2013:  Duitse kamp. - 8251 p
- 2014: 5e EK - 8477 p
- 2016:  Mehrkampf-Meeting Ratingen - 8605 p
- 2016: 15e OS - 8013 p
- 2018:  Mehrkampf-Meeting Ratingen - 8481 p
- 2018:  EK - 8431 p
- 2018:  Décastar - 8310 p
- 2018:  IAAF World Combined Events Challenge - 25222 p
- 2022: 15e EK - 7662 p

- Gemeinsame Normdatei: 1164197835
- World Athletics: 14328199
- Virtual International Authority File: 5304153411840641700008